# Partit Verd Democràtic de Ruanda
El Partit Verd Democràtic de Ruanda (francès Parti vert démocratique du Rwanda, PVDR) és un partit polític de Ruanda. Va ser fundat el 14 d'agost de 2009 per antics membres del governamental Front Patriòtic Ruandès, que es van convertir en dissidents. El seu primer president va ser (i roman) Frank Habineza; el seu primer vicepresident va ser André Kagwa Rwisereka. És membre de la Federació de Verds Africans (FEVA). Des del seu reconeixement el 2013, ha estat l'únic partit polític de l'oposició autoritzat a Rwanda.

## Història
Com que el partit no havia estat reconegut oficialment per les autoritats, no va poder participar en les eleccions presidencials ruandeses de 2010. A més, no va poder obtenir l'autorització necessària per a les seves reunions, i a l'octubre de 2009 una de les seves reunions va ser dispersada per la policia. Alguns dels seus membres han estat amenaçats i "incitats" a abandonar les seves activitats polítiques; alguns ho van fer. Al juliol de 2010, es va trobar decapitat el vicepresident adjunt del partit, André Kagwa Rwisereka L'assassinat inscrit en una sèrie d'assassinats flagrants o intents d'assassinat d'opositors al govern del president Paul Kagame, en el context de la campanya electoral per a les eleccions presidencials.
El 2013, el Partit Verd és finalment autoritzat formalment i reconegut per les autoritats, però massa tard per participar en les eleccions parlamentàries ruandeses de 2013. En març de 2017 el partit va investir Frank Habineza com a candidat a les eleccions presidencials del mes d'agost Al juliol, la seva candidatura fou aprovada per la Comissió Electoral Aquesta és la primera vegada en la història del país que un partit de l'oposició pot participar en unes eleccions presidencials.
El partit defineix el seu objectiu principal de constituir una veritable força d'oposició al Front Patriòtic Ruandès. Es defineix com a pro-democràtic i ecologista.